# Олексіївська сільська рада (Миколаївський район)
Олексі́ївська сільська́ ра́да — колишня адміністративно-територіальна одиниця та орган місцевого самоврядування в Миколаївському районі Одеської області. Адміністративний центр — село Олексіївка.

## Загальні відомості
Олексіївська сільська рада утворена в 1955 році.
- Територія ради: 120,59 км²
- Населення ради: 1 318 осіб (станом на 2001 рік)
- Територією ради протікає річка Чичиклія

## Населені пункти
Сільській раді підпорядковані населені пункти:
- с. Олексіївка
- с. Василівка
- с. Каре
- с. Мала Дворянка
- с. Морозова
- с. Сухий Овраг
- с. Чарівне

## Населення
Згідно з переписом УРСР 1989 року чисельність наявного населення села становила 1473 особи, з яких 670 чоловіків та 803 жінки.
За переписом населення України 2001 року в селі мешкало 1320 осіб.

### Мова
Розподіл населення за рідною мовою за даними перепису 2001 року:
| Мова       | Відсоток |
| ---------- | -------- |
| українська | 88,01 %  |
| молдовська | 6,53 %   |
| вірменська | 2,66 %   |
| російська  | 2,12 %   |
| болгарська | 0,23 %   |
| білоруська | 0,15 %   |
| інші       | 0,30 %   |

## Склад ради
Рада складається з 12 депутатів та голови.
- Голова ради Серафімов Анатолій Андрійович
- Секретар ради: Герасименко Альона Григорівна

### Керівний склад попередніх скликань
| Прізвище, ім'я, по батькові      | Основні відомості                                                                       | Дата обрання | Дата звільнення |
| -------------------------------- | --------------------------------------------------------------------------------------- | ------------ | --------------- |
| Пашкевич Олександр Володимирович | Сільський голова, 1962 року народження, член Всеукраїнського об'єднання «Батьківщина»   | 26.03.2006   | 31.10.2010      |
| Янова Ірина Дмитрівна            | Сільський голова, 1973 року народження, освіта середня спеціальна, член Народної партії | 31.10.2010   | 12.11.2015      |

Примітка: таблиця складена за даними сайту Верховної Ради України

### Депутати
За результатами місцевих виборів 2010 року депутатами ради стали:

#### За суб'єктами висування
| Суб'єкт висування | Кількість обраних депутатів | %    |
| ----------------- | --------------------------- | ---- |
| Самовисування     | 9                           | 56,3 |
| Партія регіонів   | 4                           | 25   |
| Народна партія    | 2                           | 12,5 |
| Партія «Родина»   | 1                           | 6,3  |

#### За округами
| № округу        | Прізвище, ім'я, по батькові        | Дата визнання обраним | Освіта             | Партійна приналежність | Відомості про обраного депутата                          |
| --------------- | ---------------------------------- | --------------------- | ------------------ | ---------------------- | -------------------------------------------------------- |
| Народна Партія  |                                    |                       |                    |                        |                                                          |
| 6               | Ковалик Валерій Богданович         | 04.11.2010            | середня спеціальна | член Народної партії   | СТОВ «Олексіївське», зав. господарством                  |
| 8               | Ковальчук Володимир Володимирович  | 04.11.2010            | середня спеціальна | член Народної партії   | пенсіонер                                                |
| Партія регіонів |                                    |                       |                    |                        |                                                          |
| 1               | Мальована Антоніна Миколаївна      | 04.11.2010            | вища               | член Партії регіонів   | Олексіївський навчально-виховний комплекс, вчитель       |
| 2               | Буряченко Віктор Дмитрович         | 04.11.2010            | середня            | член Партії регіонів   | СТОВ «Олексіївське», зав. током                          |
| 5               | Новак Микола Сергійович            | 04.11.2010            | середня            | член Партії регіонів   | пенсіонер                                                |
| 16              | Коломійчук Петро Каленикович       | 04.11.2010            | середня            | член Партії регіонів   | тимчасово не працює                                      |
| Партія «РОДИНА» |                                    |                       |                    |                        |                                                          |
| 7               | Болобошенко Іван Гаврилович        | 04.11.2010            | середня спеціальна | член Партії «РОДИНА»   | тимчасово не працює                                      |
| Самовисування   |                                    |                       |                    |                        |                                                          |
| 3               | Гуменюк Валентина Миколаївна       | 04.11.2010            | вища               | позапартійна           | Олексіївський навчально-виховний комплекс, вчитель       |
| 4               | Пашкевич Олександр Володимирович   | 04.11.2010            | вища               | позапартійний          | відділ освіти, начальник                                 |
| 9               | Бойко Євген Вікторович             | 04.11.2010            | середня спеціальна | позапартійний          | тимчасово не працює                                      |
| 10              | Абрамова Наталія Миколаївна        | 04.11.2010            | вища               | позапартійна           | Василівська загальноосвітня школа І-ІІ ст., вчитель      |
| 11              | Чучман Віталій Миколайович         | 04.11.2010            | середня спеціальна | позапартійний          | Миколаївський РВ ГУМНС, пожежник                         |
| 12              | Байлюк Олександр Володимирович     | 04.11.2010            | вища               | позапартійний          | Василівським пунктом ветмедицини, завідувач              |
| 13              | Михальченко Вікторія Вікторівна    | 04.11.2010            | середня спеціальна | позапартійна           | Василівський фельдшерсько-акушерський пункт, завідувачка |
| 14              | Полтарескул Анатолій Володимирович | 04.11.2010            | середня спеціальна | позапартійний          | фермерське господарство «Темп», голова                   |
| 15              | Герасименко Альона Григорівна      | 04.11.2010            | середня спеціальна | позапартійна           | Олексіївська сільська рада, секретар                     |